# David Harmand
Pour les articles homonymes, voir Harmand.
David Harmand, né le 30 novembre 1750 à Richemont (Moselle) et mort le 25 décembre 1859 à Montmartre, est un vétéran français des dernières guerres de l'Ancien Régime et de celle de la première coalition, connu pour avoir posé comme modèle pour plusieurs artistes et pour avoir vécu jusqu'à 109 ans.

## Biographie

### Sous l'Ancien Régime
Jean-David Harmand est né le 30 novembre 1750 à Richemont, un village de la généralité de Metz. Selon plusieurs journalistes du XIXe siècle, il aurait été trouvé dans une remise du château de Pépinville et, par conséquent, baptisé sous le nom de « Jean de la Remise »,.
Recueilli par un pêcheur, il quitte sa famille d'adoption à l'âge de onze ans pour travailler pour un roulier puis meunier protestant nommé Longuet, qu'il suit jusqu'en Angoumois. À 14 ans, donc vers 1764-1765, il se fait enrôler dans l'armée sous le nom d'Harmand, qu'il prend en hommage à son père nourricier.
D'abord tambour, Harmand est envoyé au dépôt de Rochefort. Formé à l'école des canonniers de marine de cette ville, il est nommé caporal d'artillerie de la marine royale avant son embarquement pour l'Île de France (Maurice) en 1767 ou en 1769. Voyageant par la suite aux Antilles et dans d'autres colonies, il sert notamment à bord du Robuste et accède au grade de sergent-major. Vers 1773-1777, il est le compagnon d'aventures du chevalier de Lautrec, un jeune noble destiné à rejoindre l'ordre de Malte. Entre 1778 et 1780, pendant la Guerre d'indépendance des États-Unis, il sert sous les ordres du comte d'Estaing puis du comte de Guichen et prend notamment part à la prise de la Grenade. En 1781, il passe aux ordres du bailli de Suffren. Il prend congé le 2 avril 1789, après 25 ans de service.

### Après 1789
En 1791, Harmand reprend du service en tant que porte-drapeau d'un bataillon de volontaires de la Charente. Le 14 septembre 1793, lors d'un affrontement avec des cavaliers autrichiens près des forges de Dillingen (Sarre), il est blessé de 34 coups de sabre, dont sept à la tête, ce qui nécessite une trépanation puis la pose d'une plaque d'argent sur son crâne. Marié en 1794, il gagne sa vie comme conducteur de convois militaires puis, pendant plusieurs années, comme garde forestier. Par la suite, il devient marchand de poteries puis berger. En 1815, à l'occasion des Cent-Jours, il reprend brièvement du service en tant que pensionné et sert ainsi d’estafette au général Hugo.
Devenu chiffonnier à Metz au début des années 1820, Harmand quitte en 1835 son taudis de la rue de l'Abreuvoir et prend la route de la capitale pour y poser comme modèle. Il est notamment engagé par Ary Scheffer, qui donne ses traits au Roi de Thulé et au Larmoyeur. Il pose également pour Robert-Fleury (Michel-Ange soignant son domestique malade), Charlet (grognards), Claudius Jacquand (moines) et le comte de Jaubert.

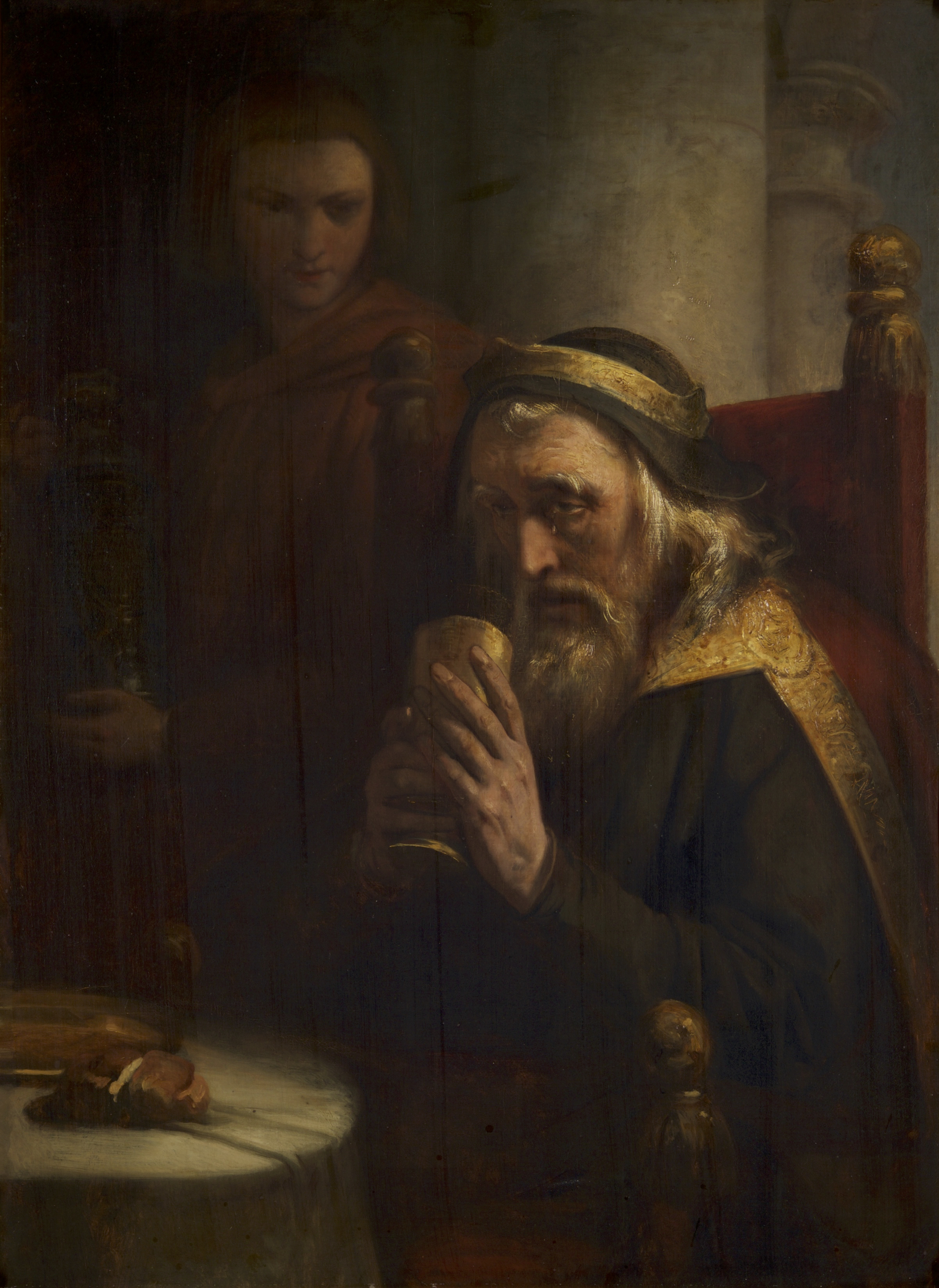
Ary Scheffer, Le Roi de Thulé, 1838, Musée de Dordrecht.
Gravure d'après une autre version, également datée de 1838.
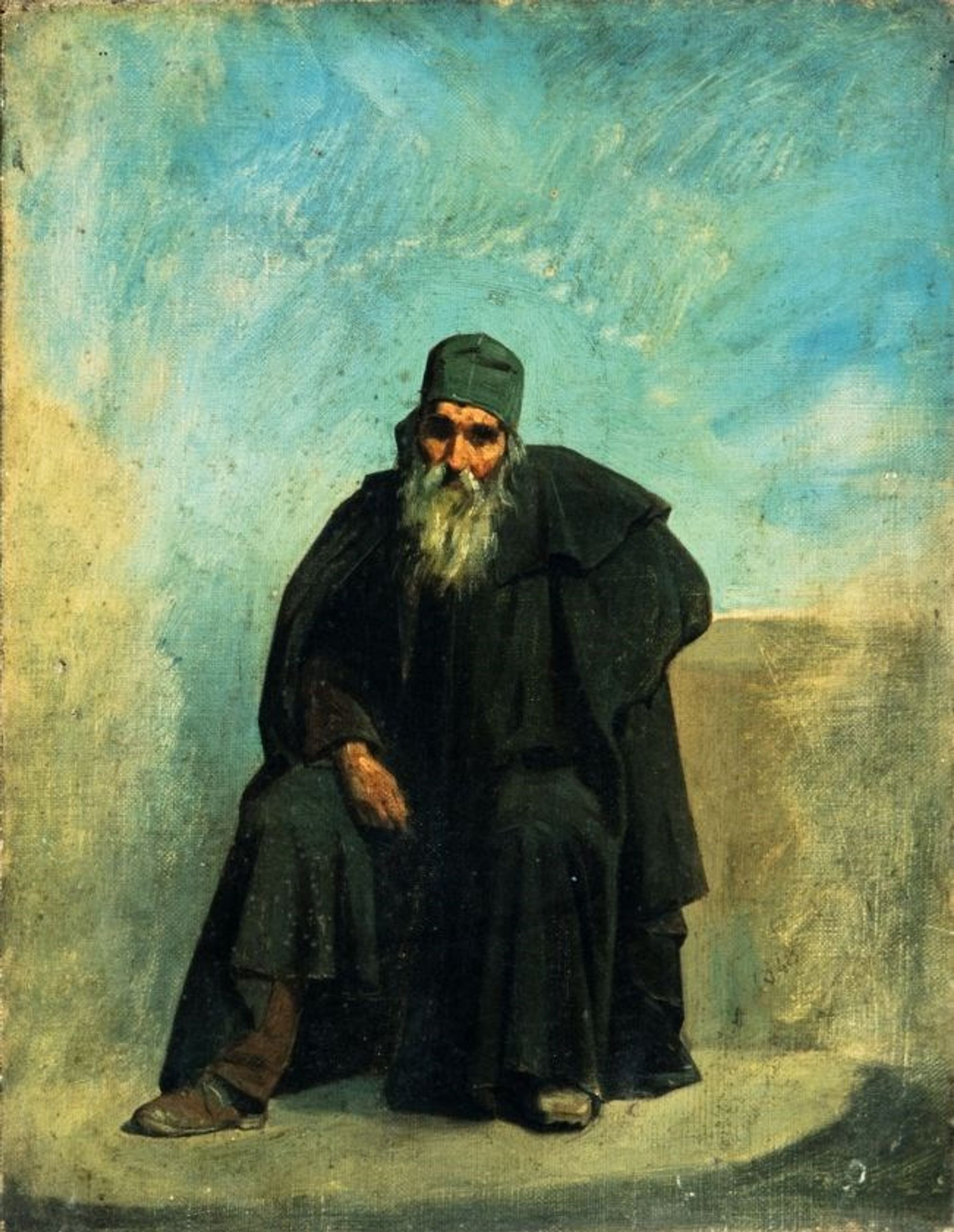
Tableau de Léon Cogniet, 1848, Musée des Beaux-Arts d'Angers.
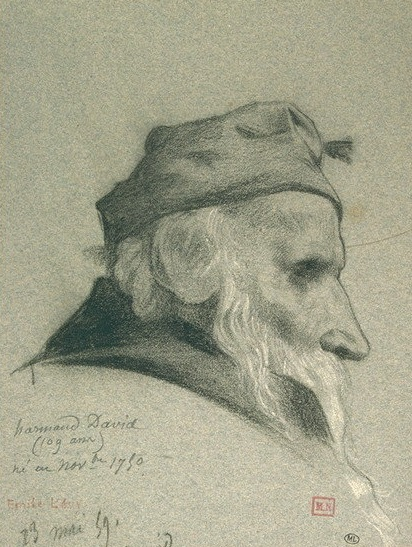
Émile Lévy, Harmand David [sic], dessin, 1859, Musée d'Orsay.

En 1851, Harmand est admis à l'hôtel des Invalides, mais il n'y reste pas longtemps. Son départ serait dû à son refus de couper ses longs cheveux recouvrant la plaque d'argent posée en 1793,. Au cours de ses dernières années, pendant lesquelles il habite à La Chapelle-Saint-Denis, il complète sa maigre pension de 165 francs en fabriquant des appuie-main pour les peintres. Le 19 novembre 1859, alors que le vieillard est sur le point d'entrer dans sa 110e année, L'Illustration publie son portrait et annonce l'ouverture d'une souscription en faveur du « doyen de Paris et dernier soldat de Louis XV ». Harmand meurt un mois plus tard, le jour de Noël 1859, au no 12 de la rue du Vieux-Chemin, dans la commune de Montmartre (annexée à Paris l'année suivante). Il est inhumé deux jours plus tard dans une fosse commune du cimetière parisien de Saint-Ouen.